# Луноход-3
«Лунохо́д-3» (Аппарат 8ЕЛ № 205) — советская машина из серии «Луноход», третий лунный самоходный аппарат (планетоход). Луноход планировалось доставить на Луну в 1977 году при помощи межпланетной станции «Луна-25» (в 1977 году была переименована в «Луна-25А»), но запуск так и не состоялся.

## История
В 1975 году в Научно-производственным объединением имени С. А. Лавочкина был изготовлен очередной луноход — 8ЕЛ № 205 («Луноход-3»). Запуск станции Е8 № 205 планировался на 1977 год под названием «Луна-25».
«Луноход-3» так и не был отправлен на Луну. Ракета 8К82К стала активно использоваться для вывода на стационарную орбиту советских спутников связи, и носителя для пуска «Луны-25» не нашлось. «Луноход-3» был передан в музей НПО имени С. А. Лавочкина, где находится по настоящее время.

## Характеристики
Совершенней стала телевизионная система лунохода — она была стереоскопической. Конструктивные отличия «Лунохода-3» от предыдущих моделей заключались в размещении двух телекамер на подъёмной платформе, а также возможности одновременной передачи на Землю изображения с обеих телекамер для стереоскопического обзора местности (несмотря на то, что у предыдущих моделей были парные телекамеры, работать они могли только поодиночке и просто резервировали друг друга). Телевизионная стереопара стояла в поворотном гермоблоке, который значительно расширял возможности обзора. Теперь аппарату было достаточно повернуть стоящий на выносной штанге гермоблок, а не разворачиваться целиком для обзора местности. Луноход был полностью укомплектован научным оборудованием, прошёл весь цикл наземных испытаний и был подготовлен к экспедиции на Луну.